# Алиев, Вели Иса оглы
Вели Иса оглы Алиев (азерб. Vəli İsa oğlu Əliyev, 18 декабря 1927, Качагани, Социалистическая Советская Республика Грузия — 12 апреля 1983, Тбилиси) — общественный деятель Грузинской ССР, известный публицист и журналист. Заслуженный деятель культуры Грузинской ССР. Член Союза писателей СССР и Союза журналистов СССР. В 1965—1983 годах был заведующим отделом литературы, искусства и образования газеты «Советская Грузия» на азербайджанском языке.

## Биография
Родился в 1927 году в селе Качагани Борчалинского района Грузинской ССР в интеллигентной семье, где провёл детство и раннюю юность. В 1950 году приехал в Баку для получения высшего образования и после окончания Азербайджанского государственного университета в 1955 году работал техническим редактором в журнале «Пионер» в Баку. В 1960 году, после приглашения на работу в газету «Советская Грузия», переехал в Тбилиси и прожил там до конца жизни.
После смерти в 1983 году был похоронен на кладбище села Гачагам Марнеульского района.

## Награды
- Медаль «В ознаменование 100-летия со дня рождения Владимира Ильича Ленина».
- Почетное звание Заслуженного деятеля культуры Грузинской ССР.
- Орден Почета Президиума Верховного Совета Грузинской ССР.
- Орден Почета Президиума Верховного Совета Грузинской ССР.